# Uutapi
Uutapi, también conocido como Outapi y Ombalantu, es un pueblo en el norte de Namibia, que está cerca de la frontera con Angola. Es un distrito electoral dentro de la región Omusati.
La ciudad es conocida por el árbol de Baobab Omukwa, antiguamente una cafetería, dentro de una antigua base del Ejército sudafricano.
- Datos: Q1758215
- Multimedia: Outapi / Q1758215